# Mañana (álbum)
Mañana es el título del tercer álbum de estudio grabado por el dúo musical mexicano-argentino Sin Bandera. Fue lanzado al mercado bajo el sello discográfico Sony BMG Norte el 22 de noviembre de 2005. El álbum fue producido de nueva cuenta por el cantautor mexicano Áureo Baqueiro y co-producido por el cantautor estadounidense de R&B Brian McKnight, Soul Diggaz y Alejandro Espinosa.

El álbum recibió una nominación para el Premio Grammy Latino al Mejor Álbum Vocal Pop Dúo o Grupo en la 5°. Premios Grammy Latinos celebrada el jueves 2 de noviembre de 2006, pero finalmente perdió contra Guapa de La Oreja de Van Gogh.

## Lista de canciones
- Todas las canciones escritas y compuestas por Leonel García y Noel Schajris, excepto donde se indica.

| Mañana |                                           |                                                                 |                    |          |  |
| N.º    | Título                                    | Escritor(es)                                                    | Productor (es)     | Duración |  |
| 1.     | «Qué me alcance la vida»                  | Leonel García · Noel Schajris                                   | Áureo Baqueiro     | 3:50     |  |
| 2.     | «No voy»                                  | Leonel García · Noel Schajris                                   | Áureo Baqueiro     | 4:02     |  |
| 3.     | «A ti»                                    | Leonel García                                                   | Áureo Baqueiro     | 3:41     |  |
| 4.     | «Tócame»                                  | Leonel García                                                   | Áureo Baqueiro     | 4:42     |  |
| 5.     | «Junto a ti (GMT Version)» (con Vico C)   | Luis Lozada · Leonel García                                     | Áureo Baqueiro     | 4:12     |  |
| 6.     | «Lo que llamas amor» (con Yung Kuntry)    | Leonel García · Noel Schajris                                   | Soul Diggaz        | 4:55     |  |
| 7.     | «Suelta mi mano»                          | Leonel García · Noel Schajris                                   | Áureo Baqueiro     | 4:02     |  |
| 8.     | «Cómo voy a odiarte»                      | Leonel García                                                   | Áureo Baqueiro     | 4:25     |  |
| 9.     | «Como tú y como yo» (con Laura Pausini)   | Leonel García · Noel Schajris                                   | Áureo Baqueiro     | 4:36     |  |
| 10.    | «No, no» (con Yung Kuntry)                | Leonel García · Noel Schajris                                   | Soul Diggaz        | 4:54     |  |
| 11.    | «La razón eres tú» (con Brian McKnight)   | Brian McKnight Adapt: al español: Leonel García · Noel Schajris | Brian McKnight     | 4:10     |  |
| 12.    | «Cuando ya no te esperaba»                | Leonel García · Noel Schajris                                   | Brian McKnight     | 4:40     |  |
| 13.    | «Junto a ti (Urban version)» (con Vico C) | Luis Lozada · Leonel García                                     | Alejandro Espionsa | 4:01     |  |
| 56:02  |                                           |                                                                 |                    |          |  |

© MMV. SONY BMG MUSIC ENTERTAINMENT (México), S.A. DE C.V.

## Sencillos
- 2005: «Suelta mi mano»
- 2006: «Qué me alcance la vida»
- 2006: «Tócame»

## Posicionamiento en las listas
| Lista (2005)                    | Máxima posición |
| ------------------------------- | --------------- |
| U.S. Billboard 200              | 170             |
| U.S. Heatseekers Albums         | 2               |
| U.S. Billboard Top Latin Albums | 4               |
| U.S. Billboard Latin Pop Albums | 2               |

## Certificaciones
| País   | Organismo certificador | Certificación | Ventas certificadas | Ref.  |
| ------ | ---------------------- | ------------- | ------------------- | ----- |
| México | AMPROFON               | Platino       | 60,000              | [ 2 ] |